# はつみちかこ
はつみ ちかこ（1980年10月14日 - ）は、東京都出身の元ファッションモデル。身長164cm。イエローバスに所属していた。

## 略歴
- 2001年 - 旭化成水着キャンペーンガールに選ばれる。
- 2009年 - 写真誌フラッシュで久々に表舞台に復活する。
- 2012年3月10日 - 自身のブログで中学時代の同級生と結婚したことを発表[1]。同年8月11日、第一子となる女児を出産[2]。

## 人物
- 趣味：散歩、スポーツ、ネイルアート、バドミントン
- 好きなタレント：オードリー・ヘプバーン
- 姉が2人いる[3][4]。
- 休業中の間は普通のOLとして事務仕事をしたり、原宿のゴルフショップで働いており、今も会社に勤務している。（2009年9月1日発売フラッシュのインタビューより）

## 出演

### イメージガール
- 2000年　K-1ガール
- 2000年 カルソニックレディ
- 2001年　旭化成キャンペーンガール
- 2007年　houzan's cosmos CircutLady
- 国土交通省「土地月間」イメージガール

### ビデオ・DVD
- はつみちかこ（ソフトオンデマンド）
- Caution(2002年12月10日、h.m.p)
- DVD写真集Honey(2010年6月24日、KENFACTORY)
- 832-はちみつ-(2011年1月26日、イーネット・フロンティア)
- フェロモン(2011年4月27日・イーネット・フロンティア)

### 写真集
- emanate（2000年12月5日、英知出版）ISBN 9784754212698
- Catchy smile(2001年7月20日、ワニブックス) ISBN 978-4-8470-2667-6

### テレビ
- 2000年 - 29歳の憂うつ パラダイスサーティー（テレビ朝日系）